# 米爾加斯區
米爾加斯區（西班牙語：Distrito de Mirgas），是秘魯的一個區，位於該國北部安卡什大區的安東尼奧雷蒙迪省，始建於1964年10月26日，面積175.69平方公里，海拔高度3,175米，2005年人口5,595，人口密度為每平方公里32人。